# هجوم كمين النقب
هجوم كمين النقب أو هجوم كمين الوادي الجديد، هو هجوم مسلح نفذ في 16 يناير 2017 من قبل إرهابيين استهدف كمين النقب وهو حاجز أمني يقع بطريق الخارجة/أسيوط بمحافظة الوادي الجديد. أسفر الحادث عن مقتل 8 وإصابة 3 من قوات الأمن فيما قتل اثنين من منفذي الهجوم.